# Municipio de Union (condado de Pulaski)
El municipio de Union (en inglés: Union Township) es un municipio ubicado en el condado de Pulaski en el estado estadounidense de Misuri. En el año 2010 tenía una población de 4751 habitantes y una densidad poblacional de 21,1 personas por km².

## Geografía
El municipio de Union se encuentra ubicado en las coordenadas 37°56′54″N 92°6′44″O / 37.94833, -92.11222. Según la Oficina del Censo de los Estados Unidos, el municipio tiene una superficie total de 225.17 km², de la cual 223.34 km² corresponden a tierra firme y (0.81%) 1.83 km² es agua.

## Demografía
Según el censo de 2010, había 4751 personas residiendo en el municipio de Union. La densidad de población era de 21,1 hab./km². De los 4751 habitantes, el municipio de Union estaba compuesto por el 94.82% blancos, el 0.84% eran afroamericanos, el 0.38% eran amerindios, el 0.67% eran asiáticos, el 0.38% eran isleños del Pacífico, el 0.57% eran de otras razas y el 2.34% pertenecían a dos o más razas. Del total de la población el 3.41% eran hispanos o latinos de cualquier raza.